# Liste de batailles
Pour les articles homonymes, voir Bataille (homonymie).
Cette page donne une liste de batailles militaires. Au Moyen Âge, une bataille a aussi le sens d'une division de l'armée : tactiquement sur le champ de bataille, une armée était divisée en trois batailles qui correspondraient aux ailes (droite et gauche) et au centre.
Si vous écrivez un article de description d'une bataille, vous pouvez suivre le modèle d'Article de bataille déjà élaboré. L'encyclopédie y gagnera en homogénéité, et l'article sera immédiatement clair.
- Liste des batailles navales
- Liste des batailles aériennes

Pour l’Antiquité (avant le Ve siècle), voir Liste des batailles de l'Antiquité.

Pour le Moyen Âge (du VIe siècle au XVe siècle), voir liste des batailles du Moyen Âge.

Pour les batailles du XVIe siècle, voir liste des batailles du XVIe siècle.

Pour les batailles du XVIIe siècle, voir liste des batailles du XVIIe siècle.

Pour les batailles du XVIIIe siècle, voir liste des batailles du XVIIIe siècle.

Pour les batailles de la Révolution française et du Premier Empire, voir Batailles, guerres et évènements de la Révolution et du Premier Empire.

Pour les batailles du XIXe siècle, voir liste des batailles du XIXe siècle.

Pour les batailles du XXe siècle, voir liste des batailles du XXe siècle.

Pour les batailles du XXIe siècle, voir liste des batailles du XXIe siècle.

Pour les batailles de l'Histoire de la régence d'Alger, voir liste des batailles de la Régence d'Alger.